# FiveThirtyEight
FiveThirtyEight (česky doslova PětTřicetOsm), psáno jako 538, byla americká webová stránka fungující jako politický zpravodajský server, sportovní blog a agregátor volebních průzkumů. V letech 2018–2025 redakce spadala pod hlavičku ABC News, která FiveThirtyEight koupila od sportovně založené ESPN, kam web patřil od roku 2013. Stránka byla pojmenovaná podle počtu volitelů prezidenta Spojených států. Redakce sídlila v New Yorku na adrese 47 West 66th Street.

## Činnost
FiveThirtyEight sám průzkumy neprováděl ani nezadával, pouze ve svých modelech používal výsledky výzkumných agentur, které vážil podle jejich věrohodnosti a podjatosti, v kombinaci s ekonomickými a demografickými faktory.

## Historie
Web 538 založil americký statistik Nate Silver jako blog zabývající se analýzou statistik o politice a baseballu v roce 2008. Téhož roku se dostal do širšího povědomí díky úspěchu jeho statistického modelu při předpovězení výsledku amerických prezidentských voleb. Stejný úspěch model zaznamenal když předpověděl znovuzvolení Baracka Obamy v prezidentských volbách 2012.
V roce 2016 po překvapivé výhře Donalda Trumpa čelil server kritice pro svůj model, který stanovil pravděpodobnost výhry Hillary Clintonové na 71,4 % a Donalda Trumpa „pouze“ 28,6 %. Šéfredaktor Nate Silver se v eseji vydané na stránkách 538 bránil tím, že takoví kritici nejsou schopni rozlišit mezi pravděpodobností 70 % a 100 %, což vytýkal on sám jiným mediím.
12. srpna, necelé tři měsíce před listopadovými volbami prezidenta USA, byl na webu spuštěn předpovědní model pro rok 2020. V den uveřejnění uváděl 29% pravděpodobnost znovuzvolení prezidenta Trumpa oproti Bidenovým 71 %. V předvečer samotných voleb konaných 3. listopadu předpovídal model Bidenovu výhru v 89 % simulací, Trumpovo znovuzvolení v 10 % a 1% šanci na remízu 269 : 269 volitelů. Model v těchto volbách správně předpověděl Bidenův celostátní zisk největšího počtu hlasů, stejně jako výsledky ve většině nejsledovanějších států. Značně se však od výsledků lišil předpovězený poměr hlasů – volební průzkumy podceňovaly Trumpovu skutečnou podporu, především ve státech Wisconsin, Iowa a Florida. Podle Silvera si volební průzkumy vedly v roce 2020 průměrně.
Vlastní doména FiveThirtyEight.com byla v září 2023 přesměrována na podsekci webu ABC News. Po odchodu zakladatele a šéfredaktora Natea Silvera v dubnu 2023 byla jeho publikační činnost snížena. Náhradou za Silvera se v květnu 2023 stal datový žurnalista magazínu The Economist G. Elliott Morris. Během vlny propouštění v mateřské společnosti patnáctičlenná redakce FiveThirtyEight v březnu 2025 zanikla.